# シソンヌの“ばばあの罠”
『シソンヌの“ばばあの罠”』（シソンヌのばばあのわな）は2018年10月8日から2023年3月RKB毎日放送（RKBラジオ）まで放送されていたトーク番組である。

## 概要
キングオブコント2014で優勝するなどの実力を持つシソンヌの初冠ラジオ番組であり、フリートークやコントなどによって構成されている。なお、番組放送開始時には現在の番組名ではなく『シソンヌの“×××の罠”（仮）』という仮タイトルが与えられていた。
番組スタート以来RKBラジオのみで放送されてきたが2021年10月からは、山梨放送（YBSラジオ）でも毎週水曜21:00 - 22:00に放送されている。

## 放送時間
- 月曜日 1:00 - 2:00[2]（JST。2018年10月8日〜2019年3月31日）
- 金曜日 23:00 - 24:00（JST。2019年4月5日〜[3]）
- なお、山梨放送では、水曜日 21:00 - 22:00（JST。2021年10月6日～）に放送している。

## パーソナリティ
- シソンヌ

## コーナー
- 長谷川の罠
- じろうの罠
- 芸能人の罠
- ポプカルの罠
- リスナーの罠
- ラジオコントの罠
- 動物の罠
- ニュージェネの罠
- 川柳の罠
- 学校の罠